# 萨莫奈战争
萨莫奈战争总共进行了三次（前343-前341；前326-前304；前298-290），交战双方是罗马共和国和萨莫奈人，后者居于亚平宁山脉中，北部是罗马人，而南部则是卢卡尼亚人。第一次萨莫奈战争的起因是萨莫奈人围攻坎帕尼亚人的城镇卡普阿，而罗马人前来解围。第二次萨莫奈战争则是因为罗马人干预那不勒斯的内政，并最终发展成为罗马人与萨莫奈人对亚平宁半岛中部和南部（大希腊地区）的一场争夺战。第三次萨莫奈战争也涉及双方对这一区域的进一步争夺。战争延续了半个多世纪，萨莫奈人四面的民族，以及罗马北部的伊特鲁里亚人、翁布里亚人、皮琴蒂人以至以塞农人为主的山内高卢人都在不同时期或多或少地参与了这场战争。萨莫奈人在这场战争之后被罗马人征服并被逐渐同化，但此后在布匿战争及同盟者战争期间仍不时对罗马人高举反旗。